# 村上正幸
村上 正幸（むらかみ まさゆき、1982年9月21日 - ）は、日本のラグビー選手。

## プロフィール
- 大阪府大阪市出身。
- ポジションはフッカー(HO)。
- 身長 175cm、体重 95kg
- ニックネームはマ−ヤン。

## 来歴
伊丹ラグビースクールでラグビーを始めた。
2001年、啓光学園高校卒業後、立命館大学に入る。
2005年、立命館大学卒業後、神戸製鋼コベルコスティーラーズに加入。
2006年9月3日に行われたジャパンラグビートップリーグ第1節のサントリーサンゴリアス戦に先発で公式戦初出場を果たす。
2016年、現役を引退した。